# Paul Cololian
 (avril 2017).
Si vous disposez d'ouvrages ou d'articles de référence ou si vous connaissez des sites web de qualité traitant du thème abordé ici, merci de compléter l'article en donnant les références utiles à sa vérifiabilité et en les liant à la section « Notes et références ».
Paul Cololian, né le 12 décembre 1869 à Constantinople et mort le 5 septembre 1956, est un médecin franco-arménien, ancien externe des Hôpitaux et ancien Interne des Asiles de la Seine et de l’Asile clinique de Sainte-Anne.

## Biographie
Issu d’une famille arménienne établie à Constantinople, Maksoud Boghos Cololian fait ses études à l'école Berberian, puis quitte l'Empire ottoman pour Paris le 9 septembre 1889 afin d'y faire ses études de médecine. Il est d’abord externe des hôpitaux puis interne des hôpitaux psychiatriques (asiles de la Seine, Saint-Anne, infirmerie spéciale de la Préfecture de Police…) il côtoie les grands spécialistes de l’époque : Désiré-Magloire Bourneville, Valentin Magnan, Ernest Dupré… Ce monde de la psychiatrie le fascine et ses principaux travaux sont d’abord consacrés à cette discipline. Lors de ses premières années de Médecine, il écrit des articles de vulgarisation médicale en langue arménienne, dans le journal arménien Hairenik. En 1898, il soutient sa thèse de doctorat « Les Alcooliques Persécutés ».
Lorsque la guerre de 1914 éclate, il s’engage immédiatement comme soldat-brancardier, avant de recevoir le titre de médecin aide-major puis d’être nommé Médecin chef du centre de Physiothérapie de Versailles et de Grignon. Il y traitait les grands blessés demeurés infirmes et s’occupait de leur rééducation professionnelle. L'exemplarité de l'établissement créé, le travail et le dévouement du docteur Cololian lui valent la remise des insignes de chevalier dans l'ordre de la Légion d'honneur par le président de la République Raymond Poincaré.
Figure en vue de la communauté arménienne en France, il fonde en octobre 1919, l’Union des Médecins Arméniens afin de permettre à des médecins venus d’Erevan d’étudier les méthodes nouvelles de la médecine française. En 1920, il fonde la Croix-Rouge Arménienne de Paris.
Durant l’entre-deux guerres, il publie des articles dans les revues médicales ou les grands quotidiens comme Le Figaro ou la célèbre revue bimensuelle de vulgarisation médicale et scientifique Guérir.
Il proteste lorsque est promulguée la loi du 15 août 1940 qui interdit aux médecins d’origine étrangère de continuer à exercer leur profession. Il est alors toujours Président de l’Union des Médecins Arméniens et engage ses confrères à résister.
Il meurt dans sa propriété de Bléneau (Yonne) en 1956.
Ses archives ont été confiées par son petit-fils, Patrick Teissier du Cros à l'Académie des Hauts Cantons en 2012.

## Titres et distinctions
- Chevalier de la Légion d'honneur le 4 août 1918 par le président Raymond Poincaré pour service exceptionnel rendu à la France pendant la guerre[6].
- Fondateur de l’Union des Médecins Arméniens (1919).
- Fondateur de la Croix Rouge Arménienne (1920).

## Œuvre
- Les Alcooliques Persécutés, thèse de doctorat, Faculté de Médecine de Paris, 1898.
- Troubles trophiques de la paralysie générale, Archives de Neurologie, 1898.
- Étude sémiologique de l’agitation, Annales Médico-psychologiques, 1898.
- L’alitement dans les maladies mentales, avec la collaboration du docteur Lalanne, 1898. Prix Baillarger de l’Académie de Médecine.
- La toxicité du sang dans l’épilepsie, Archives de Neurologie, 1899.
- Le traitement des psychoses, étude, 1900. Récompensé par l’Académie de Médecine.
- Hyperesthésie corticale dans l'alcoolisme aigu, en collaboration avec Antony Rodiet, 1900.
- Les Hallucinations psycho-motrices verbales dans l'alcoolisme, 1900.
- Traité de thérapeutique des maladies mentales et nerveuses. Hygiène et prophylaxie, en collaboration avec Paul Garnier, Librairie J. B. Baillière et Fils, Paris, 1901.
- "La jalousie des émotifs : homicide et suicide", in Les Annales Politiques et Littéraires, N° 2486, 9 mars 1934.
- "Le progrès des sciences médico-chirurgicales depuis la dernière guerre", in Revue Montalembert, n° 275, dec.-jan. 1947-1948.
- Mes Souvenirs, ouvrage publié à compte d'auteur, 1952.